# Adrenalin: Fear the Rush
Adrenalin: Fear the Rush (Brasil: Adrenalina ) é um filme de ação e ficção científica de 1996 escrito e dirigido por Albert Pyun e estrelado por Christopher Lambert e Natasha Henstridge. É definido em um futuro alternativo em 2007, quando a Federação Russa entrou em colapso e a Europa Oriental está em desordem. Fora desse caos, um vírus desconhecido cobre a Terra e, eventualmente, os Estados Unidos.

## Sinopse
A história se passa em um ano alternativo de 2007. Após a queda do comunismo, a Europa Oriental caiu na anarquia. Do caos surge um vírus misterioso que eventualmente mata todos que são expostos a ele. O vírus eventualmente chega aos Estados Unidos através de Boston, e a cidade é colocada em quarentena. Um muro é construído, separando Boston do "continente". Todos os imigrantes estrangeiros estão proibidos de entrar nos Estados Unidos, pois podem ser portadores do vírus. As únicas pessoas que podem sair da cidade são as que possuem passaporte especial, disponível apenas para quem trabalha em algum órgão do governo ou no mercado negro.
A oficial Delon (Natasha Henstridge) é uma mãe que precisa desesperadamente sair da cidade em quarentena. Ela está prestes a dar ao filho um passaporte do mercado negro para a zona segura quando é chamada para o serviço.
Uma gangue foi massacrada por algum tipo de criatura e a polícia está investigando. O monstro tem habilidades sobre-humanas, incluindo velocidade e força. A equipe de policiais, incluindo Delon e Lemieux (Christopher Lambert), são enviados ao sistema de esgoto para capturar ou matar a criatura. Lentamente, a equipe é morta um por um até que apenas Delon e Lemieux permaneçam. Delon se depara com uma equipe de cientistas enviada para matar a própria criatura. Eles sabem que a criatura é a fonte do vírus mortal e, se não for morta, "explodirá" e espalhará o vírus por toda Boston. Delon é então capturada pela criatura, junto com outros dois. Delon finalmente consegue chutar a criatura até deixá-la inconsciente, a fim de ganhar tempo suficiente para quebrar suas restrições, pegue uma pistola, e matá-lo com vários tiros.
Delon é posteriormente recompensada com dois passaportes para a zona segura, um para ela e para seu filho.

## Elenco
- Christopher Lambert como oficial Lemieux
- Natasha Henstridge como oficial Delon
- Norbert Weisser como Cuzo
- Elizabeth Barondes como Wocek
- Xavier Declie como Volker
- Craig Davis como suspeito
- Nicholas Guest como capitão B. Rennard
- Andrew Divoff como Agente da CIA Phillip Sterns
- Jon Epstein como General Waxman

## Produção
Originalmente para ser filmado em Praga, em vez disso, o local da filmagem foi alterado quando foi decidido usar a equipe de produção croata que anteriormente trabalhou com Pyun no Capitão América em 1989. A filmagem foi agendada para 16 dias e Lambert trabalhou por 10 dias. Pyun voltaria a Bratislava para trabalhar com a mesma equipe de produção de Omega Doom, Crazy Six e a trilogia Urban.
Estilisticamente, Pyun queria criar uma experiência em tempo real e rodou o filme como uma equipe de notícias poderia cobrir uma guerra. Havia menos dependência da narrativa e da trama tradicional do filme, com o filme sendo mais parecido com um estilo documentário, onde a ação revelava a história e o personagem. Pyun queria tomadas mais longas com menos cobertura para edição, para dar ao público uma sensação de "você está aí".
O filme foi rodado em Bratislava, Eslováquia, por três semanas, com a segunda unidade trabalhando em Mostar, Bósnia. A estrela Natasha Henstridge observou que os ambientes eram desagradáveis - "filmamos em cavernas subterrâneas e prédios antigos, alguns em que nem tínhamos permissão para entrar, eram tão perigosos" - e frios por estarem molhados e úmidos. Henstridge achou a experiência muito mais difícil do que sua estreia no cinema, Species, com "trabalho duro e longas horas" enquanto ela enfrentava o trabalho físico - "Tive que me pendurar nesta grade de 20 pés no ar. Tive que descer vestindo tudo esta fiação. Fiquei pendurada no teto." - e até mesmo distendeu um tendão após uma sequência de corrida.
O filme foi fortemente reeditado e filmado novamente sob as ordens de Bob Weinstein da Dimension Pictures. As principais mudanças instaladas por Weinstein foram redefinir o filme da Romênia para Boston, EUA, e tornar a infecção por vírus o principal dispositivo da trama. A bandeira romena ainda pode ser vista nos uniformes dos personagens.
O futuro presidente da Rogue Pictures, Andrew Rona, supervisionou a reedição da Dimension Pictures. As reescritas das refilmagens foram feitas por Rand Ravich, que mais tarde criaria a curta série de televisão Life.

## Lançamento
Várias versões do filme estão sendo distribuídas. A versão oficial dos EUA tem 76 minutos de duração. Existe uma versão europeia/britânica (Polygram) com 102 minutos de duração. O escritor/diretor Albert Pyun disse em entrevistas que pretende restaurar e lançar uma versão do diretor de 110 minutos do filme. Esta versão é definida inteiramente na Romênia e tem aspectos de vírus secundários na trama.

## Recepção
O filme recebeu principalmente críticas negativas, obtendo 0% no Rotten Tomatoes, baseado apenas em 5 críticas.